# (17942) Whiterabbit
(17942) Whiterabbit ist ein Asteroid des Hauptgürtels, der am 11. Mai 1999 von den japanischen Amateurastronomen Yoshisada Shimizu und Takeshi Urata am Nachi-Katsuura-Observatorium (IAU-Code 905) in der japanischen Präfektur Wakayama entdeckt wurde.
Benannt wurde der Himmelskörper am 9. März 2001 nach dem Weißen Kaninchen aus Alice im Wunderland, einem 1865 erstmals erschienenen Kinderbuch des britischen Schriftstellers Lewis Carroll, das 1871 durch Alice hinter den Spiegeln fortgesetzt wurde und gemeinsam mit diesem zu den Klassikern der Weltliteratur gezählt wird.